# Hsunycteris cadenai
{{#ifeq:0|0|{{#if:|{{#if:Hsunycteriscadenai|[[]}}|}}}}
Lonchophylla cadenai — вид родини листконосові (Phyllostomidae), ссавець ряду лиликоподібні (Vespertilioniformes, seu Chiroptera).

## Середовище проживання
Знайдений у Колумбійських Андах.